# Střední uměleckoprůmyslová škola hudebních nástrojů a nábytku, Hradec Králové
Střední umělecká škola hudebních nástrojů a nábytku sídlí v ulici 17. listopadu v areálu středních a vysokých škol v Hradci Králové, nedaleko historického centra města. Jedná se o školu pro umělecké řezbáře, truhláře, výrobce klavírů, kytar, ale škola vzdělává i budoucí designéry a návrháře nábytku. Většina oborů je maturitních, absolventi pokračují v dalším studiu na vysokých školách, nacházejí uplatnění v České republice i v zahraničí.

## Historie školy
Tradice sahá do počátku výroby klávesových hudebních nástrojů v Čechách. Ta je spjata s firmou Petrof. V roce 1864 zakladatel společnosti Antonín Petrof postavil svůj první klavír a přeměnil truhlářskou dílnu otce na dílnu klavírnickou. Firma se začala rozrůstat, zpočátku si své řemeslníky vychovávala sama. Specializované středisko pro přípravu budoucích klavírníků bylo otevřeno ve Varnsdorfu až po 2. světové válce. V roce 1949 bylo však zrušeno a nahradilo jej učňovské středisko v Liberci - Kateřinkách, které existovalo do roku 1955. Kvůli zvyšujícímu se zájmu o řemeslo byla v roce 1955 založena Závodní učňovská škola v Jiříkově, kde se učilo až do roku 1972. Zájem učňů se zvyšoval a postupně docházelo ke stěhování z Jiříkova do Hradce Králové. Název "Střední odborné učiliště hudebních nástrojů" v Hradci Králové se datuje od roku 1982, od roku 1996 byl název rozšířen na "Střední odborné učiliště hudebních nástrojů a nábytku", současný název škola nese od roku 2006. V ten samý rok získala škola prostřednictvím zřizovatele pro svou praktickou i teoretickou výuku zrekonstruovanou historickou budovu v areálu firmy Petrof. Díky strukturálním fondům EU došlo například k zateplení budovy a vzniklo nové CNC centrum.

## Současnost
Ve školním roce 2019–2020 školu navštěvovalo 283 žáků ve 14 třídách. Žáci se vzdělávali v těchto oborech:
- Nábytkářská a dřevařská výroba
- Uměleckořemeslné zpracování dřeva
- Uměleckořemeslná stavba hudebních nástrojů
- Truhlář
- Nábytkářská a dřevařská výroba – nástavbové studium
- Průmyslový design
- Design interiéru